# Virtute

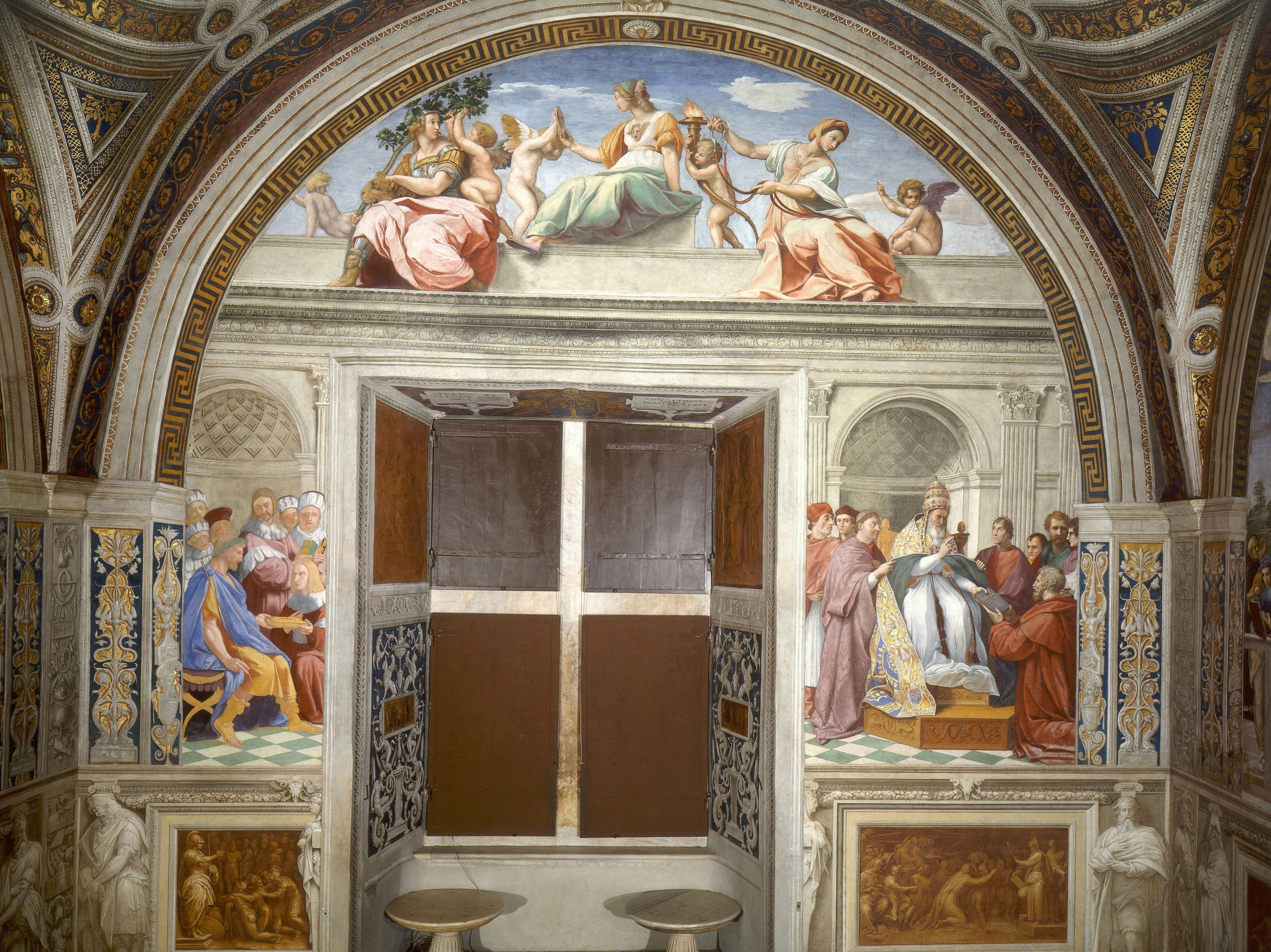
Virtuțile cardinale și teologice de Rafael, 1511

Virtutea (latină: virtus) este o excelență morală. O virtute este o trăsătură sau o calitate care este considerată a fi bună din punct de vedere moral, prin urmare este apreciată ca fundament al principiului și al bunei ființe morale. Cu alte cuvinte, este un comportament care arată standarde morale înalte: a face ceea ce este bine și a evita ceea ce este greșit. Opusul virtuții este viciul. Alte exemple ale acestei noțiuni includ conceptul de puṇya în tradițiile asiatice, precum și De (chineză 德).
Cele patru virtuți cardinale clasice din creștinism sunt: dreptatea, cumpătarea, curajul (sau tăria) și prudența. Creștinismul derivă cele trei virtuți teologice ale credinței, speranței și dragostei (caritas) din 1 Corinteni 13. Împreună acestea alcătuiesc cele șapte virtuți. Cele patru brahmavīhāra (calități divine) ale budismului pot fi privite ca virtuți în sens european.

## Etimologie
Vechii romani foloseau cuvântul latin virtus (derivat din vir, cuvântul lor pentru om în sensul masculin) pentru a se referi la toate „calitățile excelente ale oamenilor, inclusiv puterea fizică, comportamentul valoros și corectitudinea morală”.

## Antichitatea greco-romană

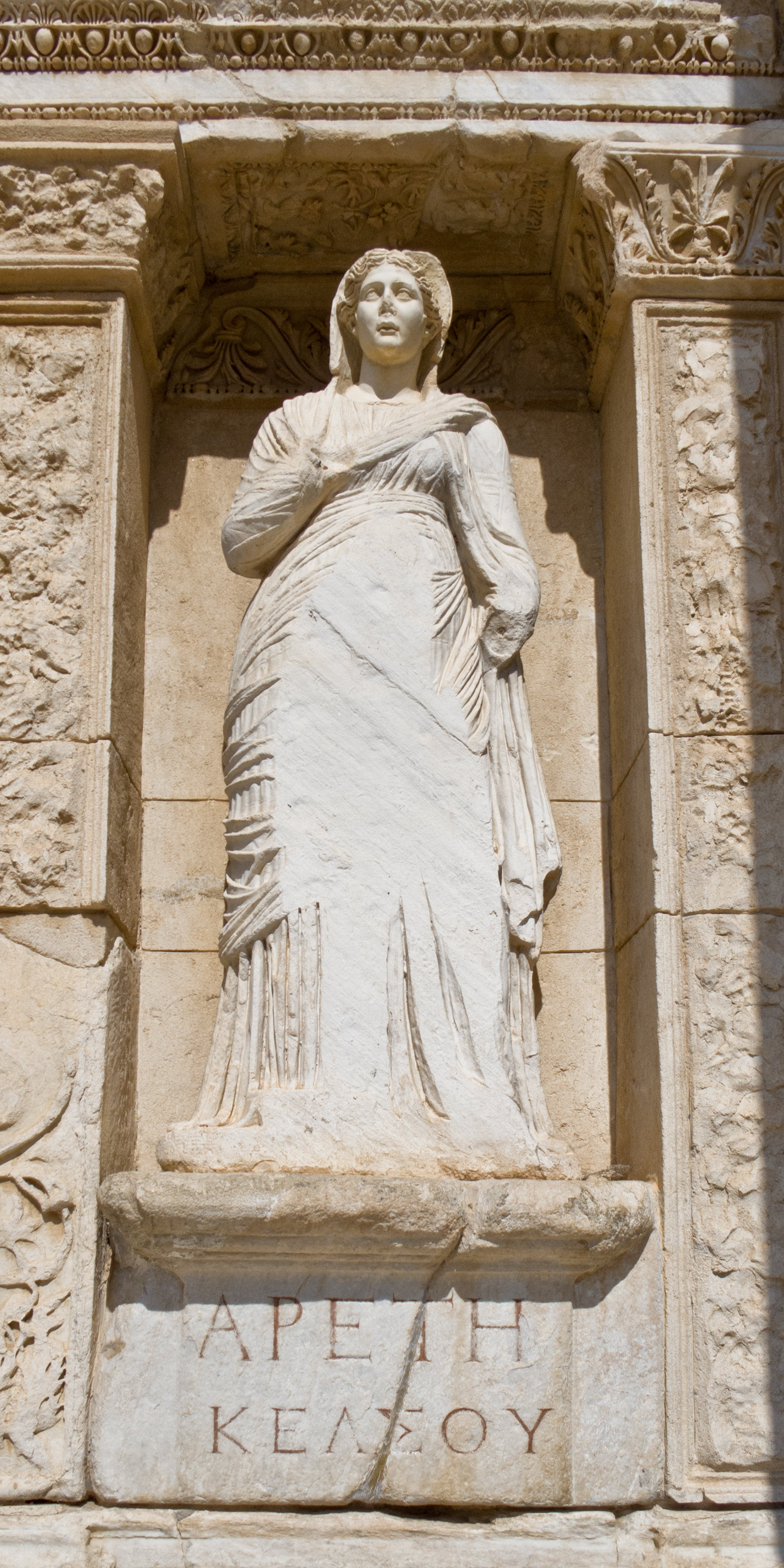
Personificarea virtuții (greacă Ἀρετή), Biblioteca Celsus din Efes, Turcia

### Virtutea platonică
Cele patru virtuți cardinale clasice sunt:
- Dreptate (δικαιοσύνη, dikaiosýnē; latină iustitia): considerată, de asemenea, drept corectitudine;[5] cuvântul grecesc având și sensul dreptate.
- Cumpătare (σωφροσύνη, sōphrosýnē; latină temperantia): cunoscută și sub numele de reținere, practica autocontrolului, a abținerii, a discreției și a moderației care temperează apetitul. Platon a considerat Sōphrosynē, care poate fi, de asemenea, tradus prin sănătății minții, ca fiind cea mai importantă virtute.
- Curaj (ἀνδρεία, andreía; latină fortitudo): numită și tărie, forță, rezistență și capacitatea de a face față fricii, incertitudinii și intimidării.
- Prudență (φρόνησις, phrónēsis; latină prudentia; și înțelepciune, Sophia, sapientia), capacitatea de a discerne calea adecvată de acțiune care trebuie întreprinsă într-o situație dată la momentul potrivit.

Această enumerare apare în filosofia greacă și au fost descrise de Platon, cu excepția faptului că înțelepciunea a înlocuit prudența ca virtute. Unii cărturari  consideră că oricare dintre cele patru combinații de virtute de mai sus sunt reductibile reciproc și, prin urmare, nu cardinale.
Nu este clar dacă virtuțile multiple au fost de construcție ulterioară și dacă Platon a subscris la o viziune unificată a virtuților. În Protagoras și Menon, de exemplu, el afirmă că virtuțile separate nu pot exista independent și oferă drept dovadă contradicțiile acțiunii cu înțelepciune, totuși într-un mod nedrept; sau acționând cu vitejie (tărie), dar fără înțelepciune.

### Virtutea aristotelică
În lucrarea sa de Etica Nicomahică, Aristotel a definit virtutea o cale de mijloc între două vicii, unul provocat de exces, celălalt de insuficiență. Totuși, acțiunea virtuoasă nu este pur și simplu „medie” (matematic vorbind) între două extreme opuse. Orice virtute cunoaște două manifestări extreme, în egală măsura potrivnice deplinei noastre împliniri. De exemplu, generozitatea este o virtute între cele două extreme ale zgârceniei și a fi risipitor. Alte exemple: curajul între lașitate și temeritate; încrederea între auto-depreciere și vanitate. În sensul lui Aristotel, virtutea este excelență în a fi om.

### Virtuți romane
Termenul „virtute” derivă din latinescul virtus (a cărui personificare era zeitatea Virtus) și avea conotații de „bărbăție”, „onoare” și datorie civică atât ca cetățean, cât și ca soldat. Această virtute nu a fost decât una dintre numeroasele virtuți pe care romanii de bun caracter ar fi trebuit să le exemplifice și să le transmită de-a lungul generațiilor, ca parte a unui mos maiorum, tradiții ancestrale care defineau „romanitatea”. 
Romanii au făcut distincția între sferele vieții private și publice și, astfel, virtuțile au fost, de asemenea, împărțite între cele considerate a fi în sfera vieții private de familie și cele așteptate de la un cetățean roman.
Majoritatea conceptelor romane de virtute au fost personificate ca zeitate. Principalele virtuți romane, atât publice, cât și private, au fost:
- Abundantia – „Abundență, belșug” – idealul de a fi suficientă hrană și prosperitate pentru toate segmentele societății. O virtute publică.
- Auctoritas – „autoritate spirituală” – simțul poziției sociale al cuiva, construit prin experiență, Pietas și Industria. Acest lucru a fost considerat esențial pentru capacitatea unui magistrat de a aplica legea și ordinea.
- Comitas – „umor” – ușurință în manieră, curtoazie, deschidere și prietenie.
- Constantia – „perseverență” – rezistență militară, precum și rezistență mentală și fizică generală în fața dificultăților.
- Clementia – „clemență” – blândețe, bunătate și răbdare.
- Dignitas – „demnitate” – se referă la un concept social unic, intangibil și subiectiv cultural din mentalitatea antică romană. Unele interpretări includ „demnitatea”, care este o derivare din dignitas și „prestigiul”, „carisma” și „puterea din respectul personal”.
- Disciplina – „disciplină” – se referă la educație și formare, autocontrol și determinare, cunoștințe într-un domeniu de studiu și un mod de viață ordonat.
- Fides – „încredere” – încredere într-o persoană, lucru sau concept.[10][11]
- Firmitas – „tenacitate” – forța minții și abilitatea de a-și urmări scopul, fără ezitări.
- Frugalitas – „frugalitate” – calitatea de a fi cumpătat, economisitor, gospodar, prudent sau economic în consumul de resurse consumabile , cum ar fi hrană , timp sau bani , și evitarea risipei, generozității sau extravaganței.[12][13][14][15]
- Gravitas – „seriozitate” – de asemenea, este tradus în mod diferit ca greutate, demnitate și importanță și semnifică reținere și rigoare morală.[16] De asemenea, transmite un sentiment de responsabilitate și angajament față de lucrul pe care îl ai de făcut.[17]
- Honestas – „respectabilitate” – imaginea și onoarea pe care o prezintă cineva ca membru respectabil al societății.
- Humanitas – „umanitate” – rafinament, civilizație, învățare și, în general, a fi cultivat.
- Industria – „hărnicie” – muncă grea.
- Innocencia – „dezinteresat” – dăruiește întotdeauna fără așteptări de recunoaștere, dăruiește întotdeauna fără așteptarea unui câștig personal; incoruptibilitatea este aversiunea față de folosirea puterii și influenței din funcțiile publice pentru a obține un câștig personal privând comunitatea de sănătatea, demnitatea și sentimentul nostru de moralitate, ceea ce reprezintă un afront pentru fiecare roman.
- Laetitia – „Bucurie, veselie” – sărbătoarea mulțumirii, adesea a rezolvării crizei, o virtute publică.
- Nobilitas – „Nobilime” – om cu aspect frumos, care merită onoare, rang social foarte apreciat și/sau nobil prin naștere, virtute publică.
- Justitia – „dreptate” – sensul valorii morale pentru o acțiune; personificată de zeița Iustitia, omologul roman al eului grec Themis.
- Pietas –  „supunerea” – mai mult decât pietatea religioasă; un respect pentru ordinea naturală: social, politic și religios. Include idei de patriotism, îndeplinirea obligației evlavioase față de zei și onorarea altor ființe umane, în special în ceea ce privește relația patron-client, considerată esențială pentru o societate ordonată.
- Prudentia – „prudență, prevedere” – capacitatea de a se administra și de a se disciplina prin folosirea rațiunii. Este adesea asociată cu înțelepciunea, perspicacitatea și cunoașterea.[18]
- Salubritas – „sănătatea” – sănătate și curățenie generală, personificate în zeitatea Salus.
- Severitas – „severitate” – autocontrol, considerat a fi legat direct de virtutea gravitas.
- Veritas – „veridicitate” – onestitate în relațiile cu ceilalți, personificată de zeița Veritas. Veritas, fiind mama lui Virtus, era considerată rădăcina tuturor virtuților; o persoană care trăia o viață onestă era obligată să fie virtuoasă.
- Virtus – „bărbăție” – curaj, excelență, vitejie, caracter și valoare. „Vir” este latinescul pentru „bărbat”.

### Virtuțile cerești
În anul 410 poetul roman Aurelius Prudentius Clemens a enumerat șapte „virtuți cerești” în cartea sa Psychomachia („Bătălia sufletelor”), care este o poveste alegorică a conflictului dintre vicii și virtuți. Această listă a fost răspândită în Evul Mediu datorită operei muzicale a sfintei Hildegard von Bingen:
| Virtute | Smerenie (humilitas) | Caritate (caritas)  | Castitate (castitas) | Răbdare (patientia) | Moderație (temperantia) | Bunăvoință (humanitas) | Sârguință (industria) |
| Viciu   | Aroganță (superbia)  | Avariție (avaritia) | Poftă (luxuria)      | Furie (ira)         | Lăcomie (gula)          | Invidie (invidia)      | Lene (acedia)         |